# Вуцис, Никос
Никос Вуцис (греч. Νίκος Βούτσης; род. 4 марта 1951, Афины) — греческий государственный и политический деятель. Бывший член парламента Греции, занимал должность министра внутренних дел с января по август 2015 года, а также был спикером парламента с октября 2015 года по июль 2019 года.

## Биография
Родился в Афинах. Окончил Афинский университет и Афинский политехнический университет по специальности инженер-строитель.
С 2010 по 2012 год работал региональным советником в группе «Сотрудничество Аттики — Нет Меморандуму». Был избран членом парламента Греции на парламентских выборах в мае 2012 года, переизбирался в июне 2012 года и в январе 2015 года. Переизбран на выборах в сентябре 2015 года, а 4 октября 2015 года был избран спикером парламента Греции, набрав 181 голос.
В 2019 году после поражения партии «СИРИЗА — Прогрессивный альянс» на парламентских выборах его срок полномочий на должности спикера парламента истек, и 18 июля 2019 года его сменил Константинос Тасулас. Тем не менее Никос Вуцис был избран депутатом парламента от «СИРИЗА — Прогрессивный альянс».